# Pectinometra magnifica
Pectinometra magnifica is een haarster uit de familie Calometridae.
De wetenschappelijke naam van de soort werd in 1909 gepubliceerd door Austin Hobart Clark.